# Premi de poesia Màrius Torres
El Premi de poesia Màrius Torres és un premi literari en llengua catalana convocat anualment per la Paeria de Lleida des de l'any 1996 i està dotat amb 9.000 euros. Al guardó hi poden optar obres inèdites i és atorgat públicament al mes de novembre.
Aquest premi forma part dels dos premis literaris anuals de la ciutat. Junt amb el Premi de poesia Màrius Torres, també es convoca el Premi d'assaig Josep Vallverdú, que existeix d'ençà el 1984.

## Guanyadors
- 1996: Víctor Obiols per Versos i contractants
- 1997: Jordi Julià per Els grills que no he matat
- 1998: Francesc Burguet per Almadrava de Roma
- 1999: Txema Martínez per La nit sense alba
- 2000: Josefa Contijoch per Les lentes il·lusions
- 2001: Anna Aguilar-Amat per Música i escorbut
- 2002: Joan Baptista Campos per Pavelló d'Orient
- 2003: Josep Tuset per Devora l'estimball
- 2004: Júlia Zabala per El cercle de les ànimes
- 2005: Josep Domènech i Ponsantí per Desdiments
- 2006: Joan Duran per Domèstica Veritat
- 2007: Declarat desert
- 2008: Obra guanyadora revocada finalment per no cenyir-se a les bases
- 2009: Gabriel Pena per La revolució del bon gust
- 2010: Eva Baltasar per Medi aquàtic
- 2011: Amadeu Vidal i Bonafont per Juny
- 2012: Àngels Marzo per Saba bruta
- 2013: Pere Pena per Tanta terra
- 2014: Nati Soler per La lentitud del ramat
- 2015: Jordi Virallonga per Amor de fet
- 2016: Albert Garcia Elena per Silur d'amagatotis
- 2017: Carles Morell Alsina per Disponibilitat
- 2018: Amadeu Vidal i Bonafont per Emboscada[5]
- 2019: Anna Garcia Garay per Dietari del buit[6]
- 2020: Meritxell Cucurella-Jorba per La volumetria del neguit[7]
- 2021: Francesc Pastor per Ànima[8]
- 2022: Marina Miralles per Llavors[9]
- 2023: Sandra Blanch per L'onada que ens estimba[10]
- 2024: Carles M. Sanuy per Les despulles[11]